# Elgin (Ohio)

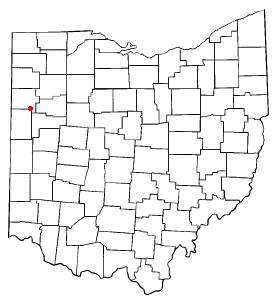
Elgin na planie stanu Ohio

Elgin – wieś w USA, w hrabstwie Van Wert, w stanie Ohio.
W miejscowości populacja rozkłada się na 28,0% w wieku poniżej 18 lat, 8,0% z 18 do 24, w 34,0% z 25 do 44, 22,0% z 45 do 64, a 8,0% osób w wieku 65 lat lub starszych. Średni wiek wynosi 38 lat. Na każde 100 kobiet przypada 72,4 mężczyzn. Na każde 100 kobiet powyżej 18 roku życia, było 89,5 mężczyzny.
Liczba mieszkańców w 2010 roku wynosiła 57, a w 2012 wynosiła 57.